# ISO 3166-2:KZ
ISO 3166-2:KZ — стандарт Міжнародної організації зі стандартизації, який визначає геокоди. Є частиною стандарту ISO 3166-2, що належать Казахстану. Стандарт охоплює два міста республіканського підпорядкування та чотирнадцять областей країни.

## Загальні відомості
Кожен геокод складається з двох частин: коду Alpha2 за стандартом ISO 3166-1 для Казахстану — KZ та додаткового трьохлітерного коду, записаних через дефіс. Додатковий трохлітерний код утворений, як правило, співзвучно абревіатурі англійської назви міста або області. Геокоди міст та областей є підмножиною коду домену верхнього рівня — KZ, присвоєного Казахстану відповідно до стандартів ISO 3166-1.

## Геокоди Казахстану
Геокоди 2-х міст та 14-х областей адміністративно-територіального поділу Казахстану.
| Геокод | Адміністративна одиниця        | Статус  |
| ------ | ------------------------------ | ------- |
| KZ-ALA | Алмати                         | місто   |
| KZ-AST | Астана                         | місто   |
| KZ-ALM | Алматинська область            | область |
| KZ-AKM | Акмолинська область            | область |
| KZ-AKT | Актюбінська область            | область |
| KZ-ATY | Атирауська область             | область |
| KZ-VOS | Східноказахстанська область    | область |
| KZ-ZHA | Жамбилська область             | область |
| KZ-ZAP | Західноказахстанська область   | область |
| KZ-KAR | Карагандинська область         | область |
| KZ-KUS | Костанайська область           | область |
| KZ-KZY | Кизилординська область         | область |
| KZ-MAN | Мангистауська область          | область |
| KZ-PAV | Павлодарська область           | область |
| KZ-SEV | Північноказахстанська область  | область |
| KZ-YUZ | Південно-Казахстанська область | область |

## Геокоди прикордонних для Казахстану держав
- Росія — ISO 3166-2:RU (на заході та півночі),
- КНР — ISO 3166-2:CN (на сході та південному сході),
- Киргизстан — ISO 3166-2:KG (на півдні),
- Узбекистан — ISO 3166-2:UZ (на півдні),
- Туркменістан — ISO 3166-2:TM (на півдні).